# Burksiella ormenidis
Burksiella ormenidis is een vliesvleugelig insect uit de familie Trichogrammatidae. De wetenschappelijke naam is voor het eerst geldig gepubliceerd in 1932 door Dozier.